# إزقال (إفغ)
إزقال هو دُوَّار يقع بجماعة أغبالو أنكردوس، إقليم الرشيدية، جهة درعة تافيلالت في المملكة المغربية. ينتمي الدوّار لمشيخة إفغ التي تضم 8 دواوير. يقدر عدد سكانه بـ 770 نسمة حسب الإحصاء الرسمي للسكان والسكنى لسنة 2004.

## روابط خارجية
- البوابة الوطنية للجماعات الترابية
- المندوبية السامية للتخطيط